# Nayef ben Abdelaziz Al Saoud
Titres
Prince héritier d'Arabie saoudite
Premier vice-Premier ministre saoudien
27 octobre 2011 – 16 juin 2012
(7 mois et 20 jours)
Ministre de l'Intérieur saoudien
11 octobre 1975 – 16 juin 2012
(37 ans, 2 mois et 21 jours)
Nayef ben Abdelaziz ben Abderrahmane Al Saoud, né à Taïf en 1934 et mort le 16 juin 2012 à Genève, vingt-troisième fils du roi Abdelaziz, est le prince héritier d'Arabie saoudite du 27 octobre 2011 jusqu'à son décès.
Il est aussi ministre de l'Intérieur à partir de 1975, à la suite son frère Fahd, devenu cette année-là prince héritier avant de devenir roi en 1982[réf. nécessaire]. Bien que son influence ait reculé après la mort de celui-ci, en 2005, il devient le 27 mars 2009 le troisième homme en Arabie saoudite, après son frère Sultan, prince héritier, le roi Abdallah l'ayant nommé deuxième vice-président du Conseil des ministres. Cinq jours après le décès de Sultan, il est donc désigné prince héritier, vice-Premier ministre et ministre de l'Intérieur, par décret royal du 27 octobre 2011, devenant ainsi le premier dans l'ordre de succession dans le pays.